# Hexalobus crispiflorus
Hexalobus crispiflorus är en kirimojaväxtart som beskrevs av Achille Richard. Hexalobus crispiflorus ingår i släktet Hexalobus och familjen kirimojaväxter. Utöver nominatformen finns också underarten H. c. .H. c. strigulosus.